# 法枝町
法枝町（のりえだちょう）は静岡県浜松市中央区の町名。丁番を持たない単独町名である。住居表示未実施。

## 地理
浜松市中央区の南部、新津地区の東部に位置する。

### 海
- 太平洋（遠州灘）

### 河川
- 高塚川
- 六軒屋川

### 学区
小学校・中学校の学区は以下の通りである。
| 番・番地等                      | 小学校名                       | 中学校名           |
| ------------------------------- | ------------------------------ | ------------------ |
| 浜松市営法枝団地                | 浜松市立浅間（せんげん）小学校 | 浜松市立江西中学校 |
| 国道1号線以北（法枝団地を除く） | 浜松市立新津（しんづ）小学校   | 浜松市立新津中学校 |
| 国道1号線以南                   | 浜松市立砂丘（すなおか）小学校 | 浜松市立新津中学校 |

## 歴史

### 沿革
- 1889年（明治22年）4月1日 - 町村制施行。法枝村は周辺の村と合併し、敷知郡新津村大字法枝となる[書籍 1]。
- 1896年（明治29年）4月1日 - 郡制の施行により新津村の所属郡が浜名郡に変更となる[書籍 2]。
- 1951年（昭和26年）3月23日 - 新津村が浜松市に編入される。住所表記が浜松市大字法枝となる[書籍 3]。
- 1952年（昭和27年） - 浜松市大字法枝から浜松市法枝町に住所表記を変更する[書籍 4]。
- 1992年（平成4年）4月1日 - 国道1号以南のエリアの小学校区が新津小学校から砂丘小学校へ変更となる[書籍 5]。
- 2007年（平成19年）4月1日 - 浜松市が政令指定都市となる。1～210番地は中区の一部に、それ以外の町域は南区の一部となる。
- 2024年（令和6年）1月1日 - 浜松市の行政区再編により、法枝町全域が中央区の一部となる。

## 飛地
法枝は元々、現在の田尻町の西側にあったが、田尻町の東側及び法枝町の旧中区域で新田開発が行われた。その結果、現在もその地区については法枝町の一部となっている。また、国道1号以南の飛地は海岸管理のために各町に割り振られたことに由来する。

## 施設
- 東海職業能力開発大学校附属浜松職業能力開発短期大学校（ポリテクカレッジ浜松）
- 浜松いわた信用金庫本町支店
- 浜松荷造運送 本社
- 日本郵便輸送 東海支社浜松営業所
- ローソン浜松法枝町店
- 八柱神社

## 交通

### 道路
- 国道1号（浜松バイパス）[書籍 6]
- 静岡県道316号舞阪竜洋線（掛舞線）[書籍 7]
- 浜松市道新橋中田島線（さざんか通り）[書籍 8][WEB 9][WEB 10][WEB 11]

## その他

### 警察
警察の管轄区域は以下の通りである。
| 番・番地等 | 警察署         | 交番・駐在所 |
| ---------- | -------------- | ------------ |
| 旧中区域   | 浜松中央警察署 | 南部交番     |
| 旧南区域   | 浜松中央警察署 | 卸本町駐在所 |

### 消防
消防の管轄区域は以下の通りである。
| 番・番地等 | 消防署   | 本署/出張所 |
| ---------- | -------- | ----------- |
| 全域       | 南消防署 | 本署        |

### 書籍
1. ↑  『浜松市史 三』浜松市役所、1980年3月26日、176頁。
2. ↑  『わが町文化誌 潮かおる浜の里』浜松市新津公民館活動推進委員会、1995年3月16日、42頁。
3. ↑  『わが町文化誌 潮かおる浜の里』浜松市新津公民館活動推進委員会、1995年3月16日、58-60頁。
4. ↑  『わが町文化誌 潮かおる浜の里』浜松市新津公民館活動推進委員会、1995年3月16日、60頁。
5. ↑  『わが町文化誌 しらわき 川と海に育まれて』浜松市白脇公民館活動推進委員会、1996年12月25日、184頁。
6. ↑  『わが町文化誌 潮かおる浜の里』浜松市新津公民館活動推進委員会、1995年3月16日、130,131頁。
7. ↑  『わが町文化誌 潮かおる浜の里』浜松市新津公民館活動推進委員会、1995年3月16日、129頁。
8. ↑  『わが町文化誌 潮かおる浜の里』浜松市新津公民館活動推進委員会、1995年3月16日、132頁。

### WEB
1. ↑  “h02_22.csv”.   総務省 (2022年2月10日). 2024年9月16日閲覧。
2. ↑  “chuouku_menseki.xlsx”.   浜松市 (2024年3月12日). 2024年9月16日閲覧。
3. ↑  “静岡県 浜松市中央区 法枝町の郵便番号 - 日本郵便”.   日本郵便. 2025年2月15日閲覧。
4. ↑  “市外局番の一覧”.   総務省 (2022年3月1日). 2024年9月16日閲覧。
5. ↑  “事業所案内及び管轄地域（事務所3件、分室3件）”.   一般社団法人静岡県自動車会議所. 2024年9月16日閲覧。
6. ↑  “住居表示実施状況／浜松市”.   浜松市 (2024年1月4日). 2024年9月16日閲覧。
7. ↑  “学校名から探す／浜松市”.   浜松市 (2024年1月1日). 2024年9月16日閲覧。
8. ↑  “浜松市内の飛び地なぜ？：中日新聞しずおかWeb”.   中日新聞社東海本社 (2022年3月21日). 2024年9月16日閲覧。
9. ↑  “shindu-map-5p.pdf”.   浜松市新津協働センター (2024年8月5日). 2024年9月16日閲覧。
10. ↑  “shindu-map-4p.pdf”.   浜松市新津協働センター (2024年8月5日). 2024年9月16日閲覧。
11. ↑  “shindu-map-3p.pdf”.   浜松市新津協働センター (2024年8月5日). 2024年9月16日閲覧。
12. ↑  “南部交番｜静岡県警察”.   静岡県警察 (2024年4月1日). 2024年9月16日閲覧。
13. ↑  “卸本町駐在所｜静岡県警察”.   静岡県警察 (2024年4月1日). 2024年9月16日閲覧。
14. ↑  “消防署の町別管轄「の」／浜松市”.   浜松市 (2023年4月3日). 2024年9月16日閲覧。